# گرویدن به اسلام در زندان‌های ایالات متحده آمریکا
گرویدن به اسلام در زندان‌های آمریکا به گرویدن به اسلام در زندان‌های آمریکا اشاره دارد که چندین عامل دارد. این دین سریعترین رشد را در بین سایر ادیان در زندان‌های آمریکا دارد، و ۱۸ درصد از جمعیت زندانی مسلمانند (در برابر ۱ درصد از کل جمعیت)؛ که ۸۰ درصد از کل گرویدن‌های مذهبی در زندان به اسلام است.

## تاریخ اولیه
سازمان‌های مسلمان سیاه‌پوست، مانند «امت اسلام» و «معبد علمی موری آمریکا»، به طور رسمی در سال ۱۹۴۲ تلاش‌های خود را برای گسترش به زندان‌ها آغاز کردند. با این حال، شواهد نشان می‌دهد که مسلمانان احتمالاً بخش کوچکی از جمعیت زندانیان در ایالات متحده را در اوایل دهه ۱۹۱۰ تشکیل می‌دادند. تحقیقات جدید یک زندانی مهاجر آفریقایی در زندان ایالتی سن کوئنتین به نام لوسیوس لمان را آشکار کرد که خود را یک رهبر مذهبی مسلمان اعلام می‌کرد در حالی که در دوران حبس خود از سال ۱۹۱۰ تا ۱۹۲۴ به ناسیونالیسم سیاهپوستان دعوت می‌کرد. اگرچه هیچ مدرکی مبنی بر اینکه خود لیمان به اسلام گرویده یا دیگران را در زندان گروانده است وجود ندارد، به نظر می‌رسد که او در طول حبس خود به سطحی از نفوذ در میان جمعیت سیاه‌پوست زندان دست یافته‌است. الایجا محمد، رهبر امت اسلام، خود در اوایل دهه ۱۹۴۰ زمانی که به اتهام فرار از سربازی محکوم شد، زندانی شد. سازمان الیجا محمد بعداً مشهورترینِ نوکیشان خود، مالکوم ایکس را به دست‌آورد که در حالی که او هم در دهه ۱۹۵۰ نیز در زندان بود به جنبش مسلمانان سیاهپوست علاقه نشان داد. یک جریان کوچک اما ثابت از گروش‌ها در دهه ۱۹۵۰ و اوایل دهه ۱۹۶۰ رخ داد. در نیویورک، شواهدی مبنی بر عبادت آشکار مسلمانان سنی در مراکز اصلاح و تربیت این ایالت در دهه ۱۹۶۰ ظاهر شد. این زندانیان برای کمک به یک جامعه مسلمان محلی نیویورک به نام دارالاسلام مراجعه کردند که در نهایت منجر به تشکیل یک نیایشگاه زندان فعال مسلمان و برنامه آموزشی در این ایالت شد. تلاش‌های ترویجی زندان مسلمانان در این دوران به دنبال القای ارزش‌های صداقت، سخت‌کوشی، مسئولیت‌پذیری فردی، و مکانیسم‌هایی برای مقابله با توانبخشی و همچنین مقابله با سوء مصرف مواد مخدر و الکل بود.

## گروندگان سرشناس به اسلام در زندان

### زندانیان
- - کوین گیتس - یک خواننده رپ آفریقایی-آمریکایی
- برنارد هاپکینز - قهرمان سابق بوکس میان وزن و سبک‌وزن
- مالکوم ایکس - یک فعال حقوق مدنی
- دمتریوس «هوک» میچل - بسکتبالیست
- عبدالعلیم موسی – فعال مسلمان آمریکایی
- ام وی پی - کشتی‌گیر حرفه ای با WWE قرارداد امضا کرد
- مایک تایسون - قهرمان سابق بوکس سنگین‌وزن